# Fuji (Apfel)

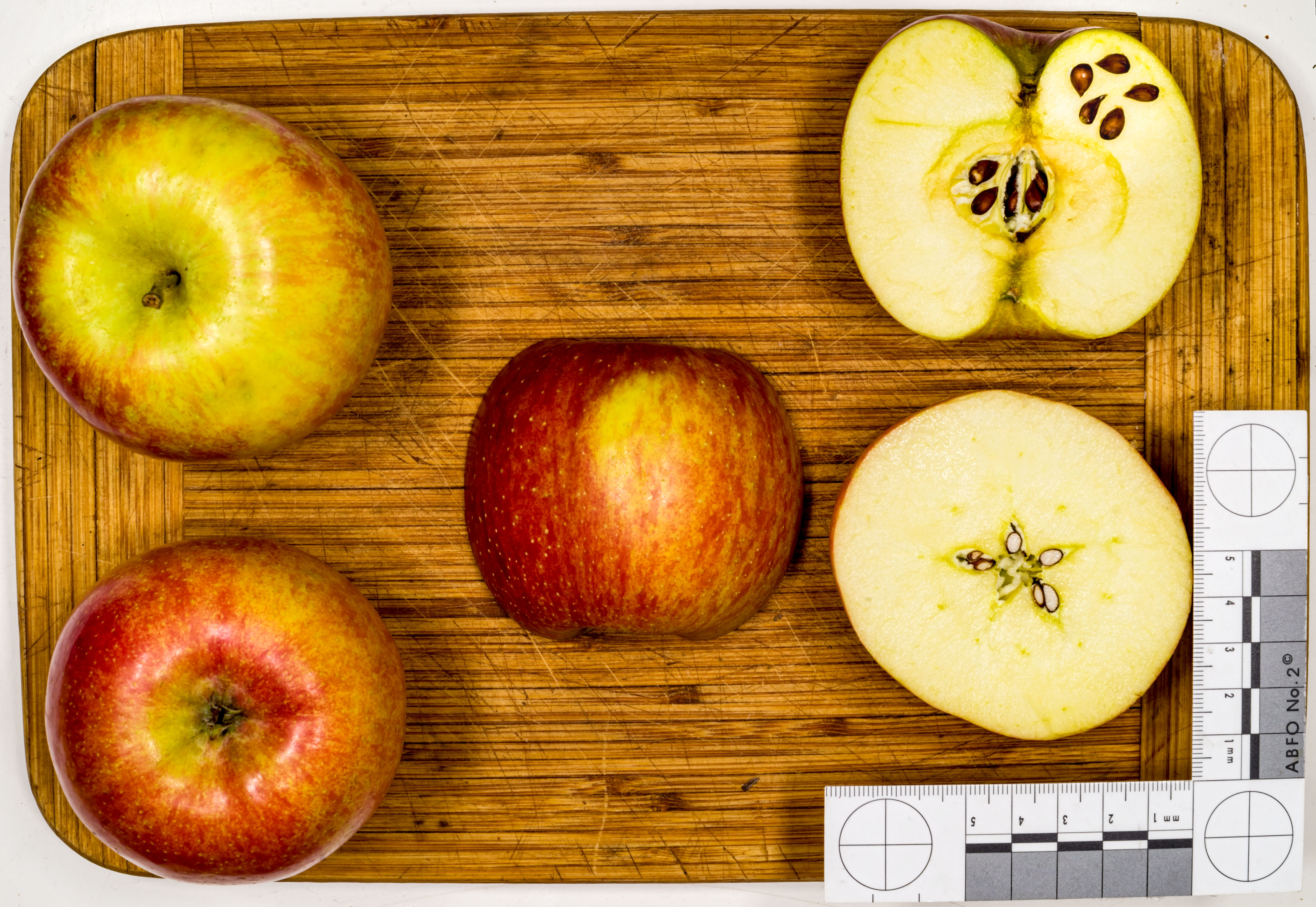
Ansicht der Frucht

Fuji (jap. ふじ) ist eine Sorte des Kulturapfels (Malus domestica). Fuji wurde 1939 in Japan aus Ralls Janet und Red Delicious gekreuzt. Der Fuji wurde erstmals 1962 in den Handel gebracht. Der sehr süße Fuji ist der weltweit am häufigsten angebaute Apfel. Dies liegt insbesondere daran, dass der weltgrößte Apfelproduzent China fast ausschließlich Fuji-Äpfel anpflanzt.

## Beschreibung
Die Frucht ist mittelgroß, meistens groß. Die Form ist rund-konisch, dabei sind Rippen zu erkennen. Das Aussehen der Schale ist in ihrer Grundfarbe blass grünlich bis gelblich grün und in der Deckfarbe, je nach Art des Apfels, rosa bis bräunlich-rot oder dunkelrot-violett gestreift sowie leicht duftend. In der Standardvariante ist der Apfel oft nicht kräftig ausgefärbt. Mittlerweile sind aber zahlreiche Mutanten im Handel, die kräftiger gefärbt sind. Die Schale fühlt sich glatt an, ist dick, glänzt nicht und kann berostet sein.
Die Stielgrube ist weit und flach. Sie kann teilweise berostet sein. Der Stiel selbst ist lang und breit. Die Kelchgrube ist weit und mitteltief, und deutlich gerippt. Die Lentizellen sind auffällig weiß und vergleichsweise groß.
Der Geschmack ist sehr süß mit nur wenig Säure, die im Laufe der Lagerung sogar fast vollständig abgebaut wird. Er ist sehr knackig und saftig. Das cremefarbene Fruchtfleisch ist feinzellig und vergleichsweise fest und saftig.
Der Baum ist stark wüchsig und breitet sich nach allen Seiten aus. Die Äste neigen dabei zum Herunterhängen. Es bilden sich ausreichend Verzweigungen und Fruchtholz. Der Baum baut sich in einer Rundkrone mit guter Leitastbildung auf. Die Früchte entstehen am ein- und zweijährigen Fruchtholz.

## Geschichte
Fuji entstand 1939 durch die Züchtung von Ralls Janet mit Red Delicious in Fujisaki, Aomori, Japan. Seinen Namen bekam er 1962 von der Forschungsstation in Morioka, Japan, die Fuji nach seinem Züchtungsort benannte.
Fuji ist die wichtigste Apfelsorte in China, dem weltgrößten Apfelproduzenten, und Japan. Eine wichtige Rolle im Anbau spielt die Sorte in Korea, Brasilien, Argentinien, Chile und Australien. In geringerem Maßstab wird Fuji mittlerweile weltweit angebaut. In Deutschland wächst der Baum nur in sehr warmen Gegenden. In Südtirol allerdings gehört Fuji zu den wichtigsten Sorten im Anbau.

## Anbau

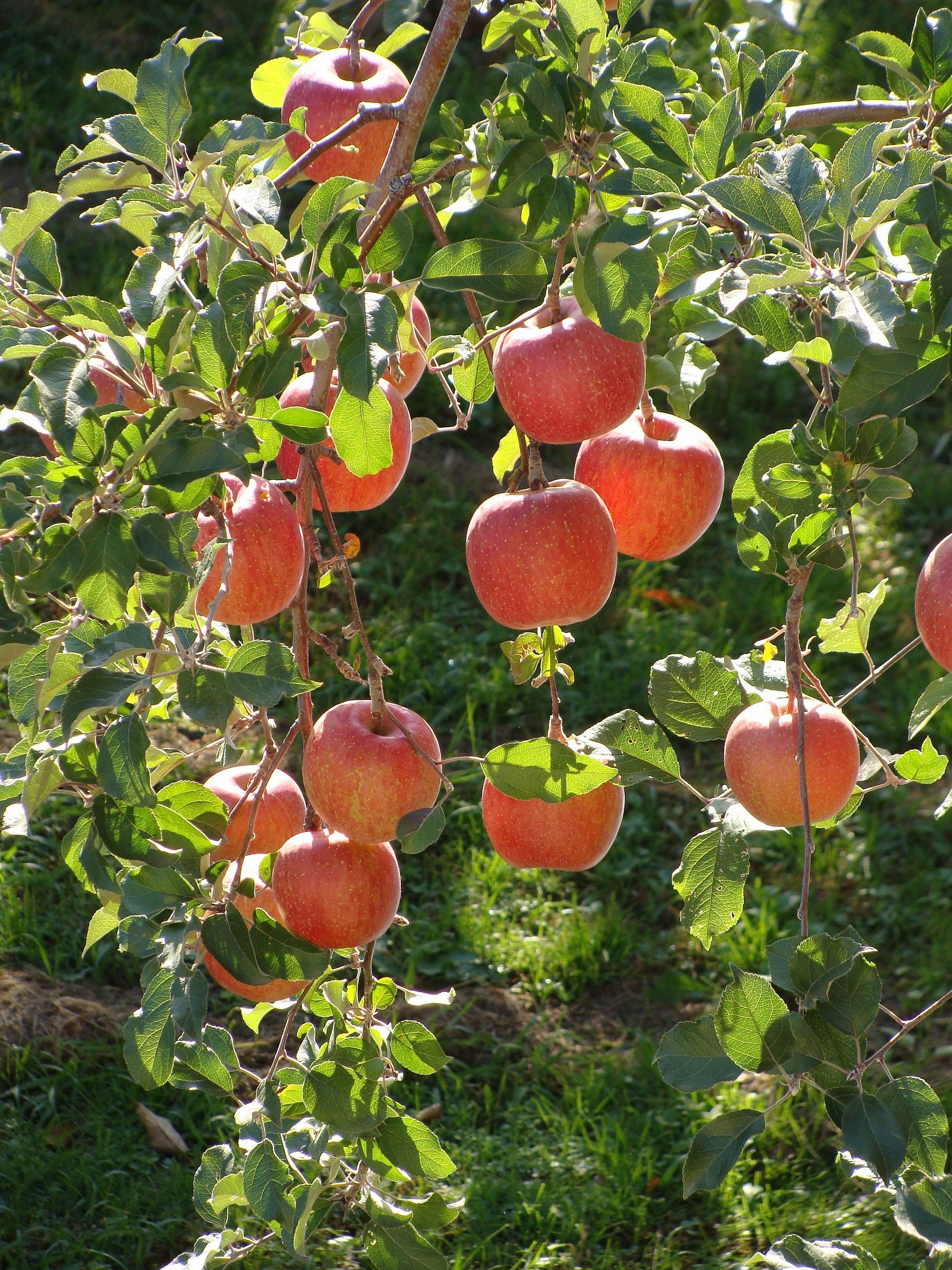
Fuji am Baum

Fuji liebt Wärme. Damit er in Deutschland überhaupt ausreifen kann, benötigt er Südhang-Lagen oder Lagen mit langer Sonneneinstrahlung. Der Baum erzeugt früh im Leben Früchte, in den ersten Jahren blüht und reift er jedoch erst ziemlich spät und produziert auch Wasserschosse. Der Baum ist winterhart, die Blüten jedoch anfälliger für Spätfröste als beispielsweise Red Delicious oder Jonagold.
Fuji blüht in der Mitte der Saison. Die Sorte hat keinen Vorerntefall der Früchte. Geerntet werden kann die Sorte Fuji in Mitteleuropa von Mitte bis Ende Oktober, in Japan Mitte November. Geerntet wird meist in mehreren Durchgängen. Indikatoren für den Beginn der Ernte sind aufhellende Grundfarbe, sich ausprägende Deckfarbe und der abnehmdende Stärkegehalt, nicht jedoch die Schalenfestigkeit.
In Japan und China versuchen die Obstbauern Verschiedenes, um die an sich schwache Färbung zu verstärken. Darunter das Einpacken einzelner Früchte in Beutel, das Entfernen der Blätter, reflektierender Mulch und das Drehen der Äpfel am Baum.

### Lagerung
Genussreif ist der Apfel etwa einen Monat nach der Ernte. Er ist im CA-Lager bis Juli lagerfähig. Verglichen mit anderen Sorten verliert Fuji auch außerhalb des Lagers nur wenig an Festigkeit und kann so im Laden lange seine Frische halten. Bei kurzer Lagerung verbessert ein CA-Lager gegenüber einem Kühllager das gleichbleibende Aroma des Apfels, hat aber keinen Einfluss auf die Festigkeit. Bei langer CA-Lagerung neigt Fuji zu Fruchtbräune, daher keinen zu hohen CO2-Gehalt der Lageratmosphäre halten.

### Anfälligkeiten und Resistenzen
Fuji neigt zu Alternanz, und reagiert nicht gut auf chemische Ausdünnung an. Einige der üblichen chemischen Ausdünnungsmittel ergeben bei Fuji Schalenberostung und sollen deshalb nicht eingesetzt werden. Die Sorte neigt zu Glasigkeit, einem Saftüberschuss des Fruchtfleisches mit folgendem Qualitätsmangel.
Fuji ist sehr anfällig für Schorf und Feuerbrand. Gegen Mehltau ist er mäßig resistent.
Der Baum ist diploid und als Befruchter geeignet. Wie alle Äpfel ist er selbststeril.

## Mutanten
Es existieren zahlreiche Mutanten dieser Sorte. Alleine in Japan sind 128 mit einem Namen versehene Mutanten bekannt. Diese sind meist stärker rot gefärbt als die Grundform, es gibt aber auch Mutanten für andere Klimabedingungen, die Form der Farbgebung, Geschmack oder Erntezeit. In Japan sind gestreifte Varianten besonders beliebt. Verbreitete Mutanten sind etwa Nagafu, Red Sport, Aki Fu, Beni Shogun, Fubrax, Fuji Jubilé, Azufu, Aztec, Seirin Spur, Myra Red Fuji, Tensei, Yataka, Takano Wase oder die Clubsorten SuN Fuji oder Kiku Brak, auch nur Kiku genannt.

## In der Zucht
Fuji ist insbesondere wegen seiner Fruchtgröße, des Geschmacks und seinen hervorragenden Lagereigenschaften in der Zucht beliebt. Insbesondere in den Anrainerstaaten des Pazifiks wird die Sorte umfangreich zur Zucht benutzt. Cultivare, die von Fuji abstammen, sind Himekami, Hokuto, Huaguan, Huashuai, Senshu und Catarina.